# Ваду-Молдовей
Ваду-Молдовей (рум. Vadu Moldovei) — село у повіті Сучава в Румунії. Входить до складу комуни Ваду-Молдовей.
Село розташоване на відстані 327 км на північ від Бухареста, 31 км на південь від Сучави, 95 км на захід від Ясс.

## Населення
За даними перепису населення 2002 року у селі проживали 1402 особи, з них 1400 осіб (99,9%) румунів. Усі жителі села рідною мовою назвали румунську.